# Повод для разговоров
«Повод для разговоров» (англ. Something to Talk About) — американская комедийная драма 1995 года режиссера Лассе Халльстрёма по сценарию Кэлли Хоури. В нём снялись Джулия Робертс и Деннис Куэйд в роли пары, которой пришлось расстаться, Кира Седжвик в роли сестры Робертс и Роберт Дюваль и Джина Роулендс в роли их родителей.
Название фильма происходит от одноименной песни Бонни Райтт. Его снимали в разных местах Саванны, штат Джорджия и в Южной Каролине.

## Сюжет
Жизнь главной героини Грейс идёт более менее хорошо, пока она не обнаруживает, что её муж Эдди ей изменяет. После публичной разборки с Эдди и его любовницей, Грейс забирает их дочь и возвращается домой на ферму своих родителей, чтобы перезагрузиться. К её удивлению и ужасу, все вокруг погрязли в старомодных идеалах и считают, что она должна простить и забыть измену Эдди. Её сестра, Эмма Рэй, так же очень зла на Эдди, и не желает, что бы Грейс закрыла глаза на измену и вернулась к мужу. Отец Грейс чувствует, что вся эта история отвлекает его внимание от предстоящих соревнований по конкуру, но он и мать Грейс, Джорджия, сталкиваются с их собственными проблемами с верностью.

## В ролях
| Актёр          | Роль             |
| -------------- | ---------------- |
| Джулия Робертс | Грейс Кинг Бишон |
| Дэннис Куэйд   | Эдди Бишон       |
| Роберт Дюваль  | Уайли Кинг       |
| Джина Роулендс | Джорджия Кинг    |
| Кира Седжвик   | Эмма Рэй Кинг    |
| Бретт Каллен   | Джейми Джонсон   |

## Критика
Фильм получил неоднозначные отзывы. На сайте-агрегаторе рецензий Rotten Tomatoes у фильма 39 % положительных отзыв на основе рецензий 28 критиков. Средняя оценка этих критиков — 5,4 из 10. Критический консенсус гласит: «Сплетни в маленьком городке и битва полов действительно должны быть чем-то большим, чем просто поводом для разговоров, особенно если ты такой опытный актёр».
Фред Топел писал: «Ужасная романтическая комедия. Отличное послание для женщин: забудьте, что ваш муж изменил вам, потому что это лучшее, что вы можете сделать».
Собрал 50 миллионов долларов в США.